# Musée archéologique national de Tuscania
Pour les articles homonymes, voir Musée archéologique national.
Le Musée archéologique national de Tuscania (Museo Archeologico Nazionale di Tuscania, en italien) est le musée archéologique de Tuscania. Il est installé dans l'ancien couvent de Santa Maria del Riposo.

## Collections
Il comprend de nombreuses pièces historiques des différentes époques  étrusques : sarcophages et trousseaux funéraires de la famille étrusque des Vipiniana et des Curunas dont le trousseau constitue un rare exemplaire qui nous soit parvenu pratiquement entier.
Le musée conserve aussi d'autres sarcophages en pierre et terre cuite provenant des diverses nécropoles étrusques et romaines de Tuscania.

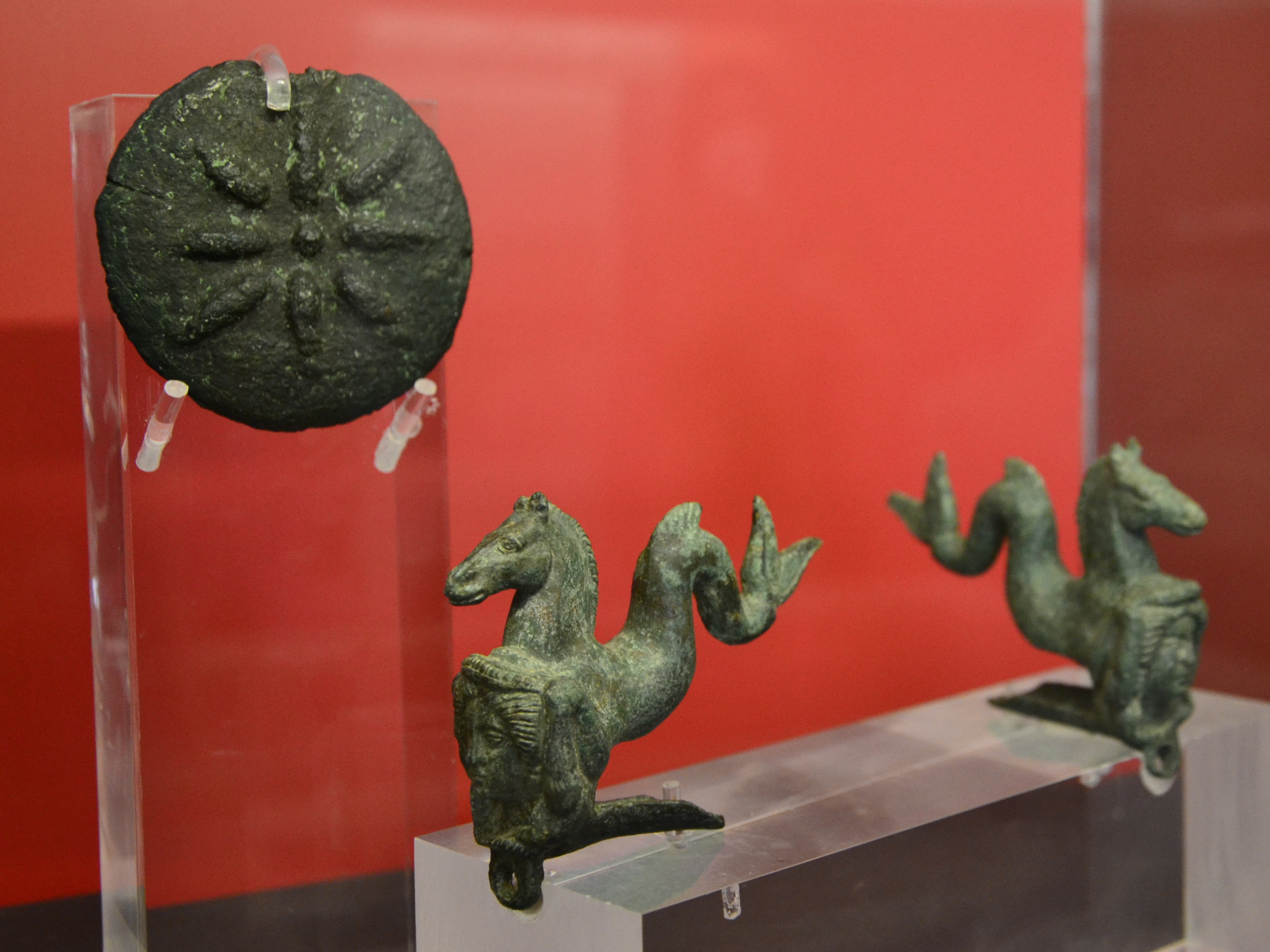
Appliques de bronze.
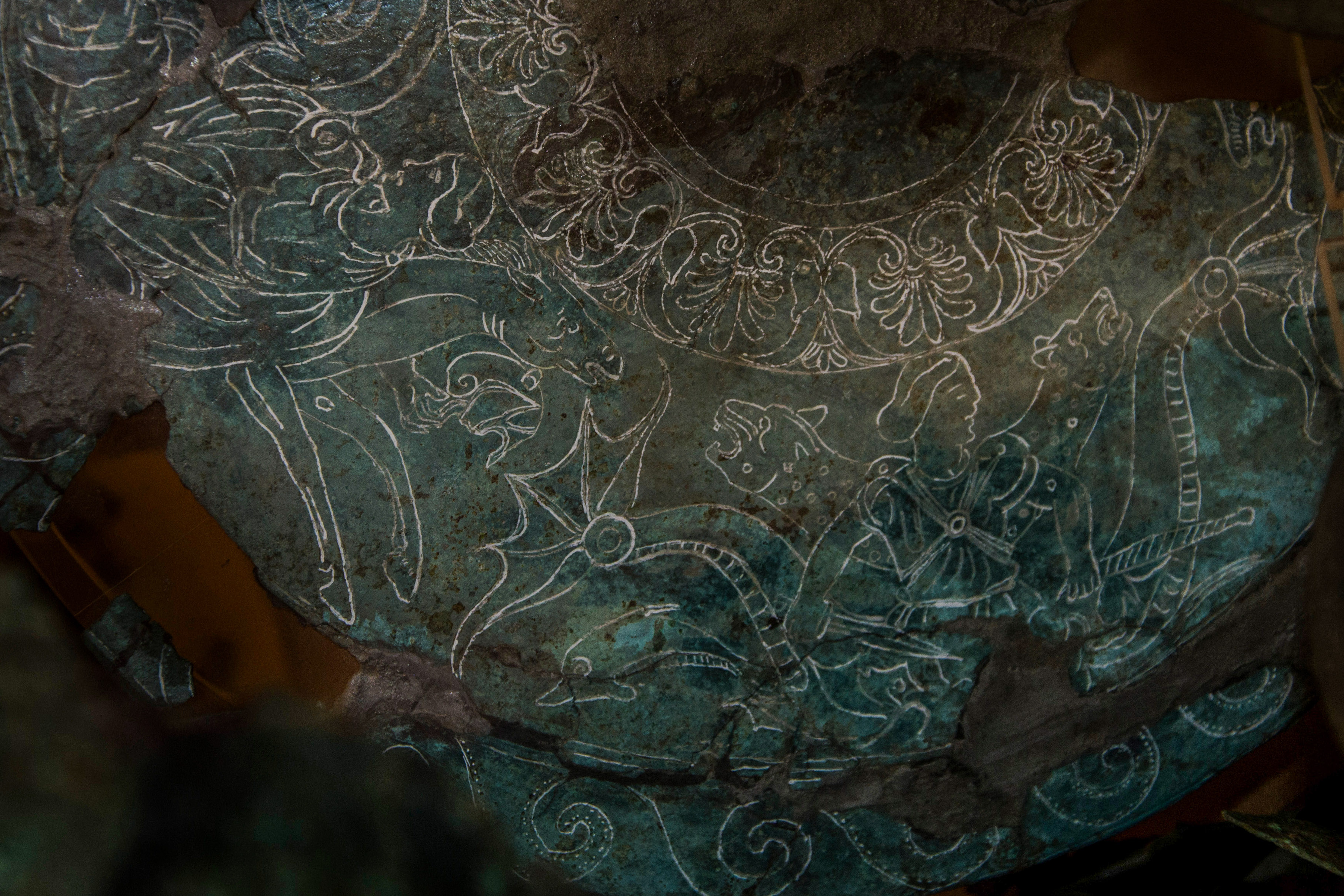
Miroir.
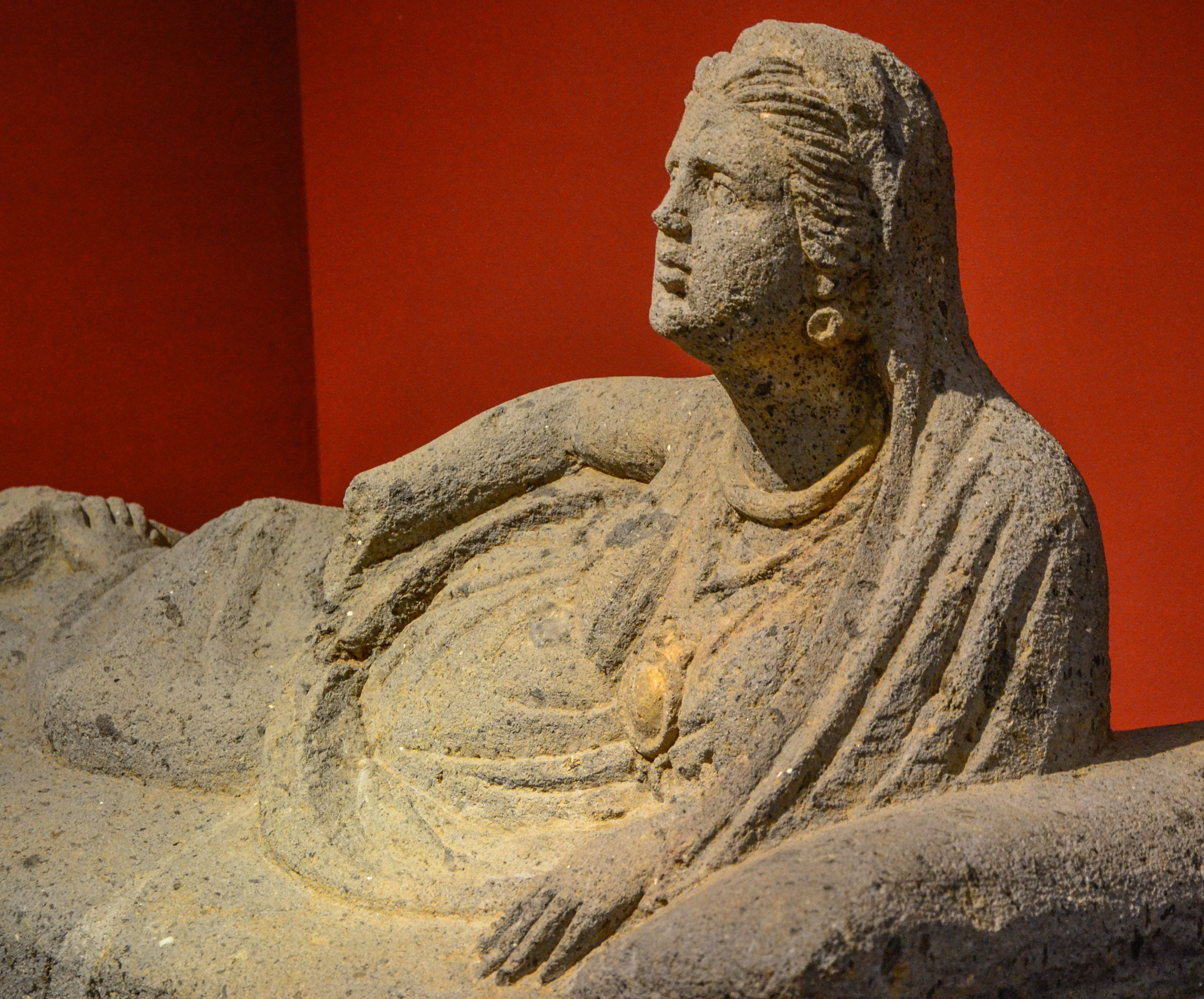
Tombe étrusque.

## Sources
- (it) Sur le site spazioinwind.libero.it
- (it) Sur le site archeologialazio.beniculturali.it